# Giambattista Pertile
Giambattista Pertile (Asiago, 1º gennaio 1811 – Padova, 18 marzo 1884) è stato un giurista e teologo italiano, docente di diritto canonico e di diritto internazionale e rettore delle Università di Pavia e Padova.

## Biografia
Nato ad Asiago nel 1811 da una famiglia borghese originaria di Gallio, compì gli studi elementari nel paese natio e si trasferì a Padova per il ginnasio e il liceo presso il seminario vescovile della città.
Divenne abate dopo aver conseguito la laurea in teologia e quella in diritto pubblico, studiando tra Padova e Vienna. Rinunciò sin dalla giovinezza alla carriera ecclesiastica, preferendo ad essa l'insegnamento e lo studio.
Dopo avere insegnato per alcuni anni greco, latino e letteratura italiana presso il Seminario di Padova prima e l'Accademia di Lingue orientali di Vienna poi, si laureò in utroque iure presso l'Università di Pavia, dove venne chiamato nel 1841 a rivestire la cattedra di diritto ecclesiastico, insegnando dal 1842 al 1858 (con una breve pausa nel 1848) e dove, nel 1846, venne eletto all'unanimità Magnifico Rettore, appena trentacinquenne. Nella città lombarda fu anche il precettore dei fratelli Cairoli.
Fece parte di una commissione per il ministero dell'istruzione austriaco per la riforma degli studi superiori.
Nel 1858 si trasferì all'Università di Padova sempre insegnando diritto canonico; gli venne affidata anche la cattedra di diritto internazionale dal 1869-1870; rivestì le cariche Magnifico Rettore dal 1865 al 1866 e di preside di facoltà dal 1973 al 1875.
Fu un grande amico del poeta Giacomo Zanella.
Negli ultimi anni della sua vita, abbandonato l'insegnamento per l'aggravarsi delle sue condizioni di salute, mantenne ruoli di primo piano all'interno del senato accademico.
Morì in Padova dopo una lunga malattia nel 1884; venne sepolto nel cimitero di Asiago.
Scrisse numerose opere di carattere giuridico, alcune delle quali, per sua volontà, non vennero mai pubblicate. Tra le opere date alle stampe gli Elementi di Diritto internazionale e il Diritto canonico, nei quali sostenne l'idea di una Chiesa che fosse autonoma dallo Stato, di contro alla nota posizione di Camillo Benso, conte di Cavour, che concepiva lo Stato come l'orizzonte entro il quale la Chiesa dovesse essere inserita: Giambattista Pertile propugnò così l'idea di "Libera Chiesa e libero Stato", anziché di "Libera Chiesa in libero Stato".

## Eredità
Per volontà testamentaria dispose di dare in dono al comune di Asiago la sua ricca biblioteca, alla condizione che le opere fossero poste a beneficio della comunità. Come curatore testamentario nominò il cugino più giovane Antonio Pertile, titolare della cattedra di storia del diritto presso l'Università di Padova per quarant'anni, la stessa cattedra che in precedenza era stata offerta a Giambattista Pertile e che egli aveva rifiutato.

## Intitolazioni
Ad Asiago portano il suo nome Piazza Giambattista Pertile, dove è collocata una lapide in suo ricordo, e il liceo scientifico ed istituto tecnico "Giovanni Battista Pertile".

## Onorificenze
Venne insignito dapprima dell'onorificenza di cavaliere dei Santi Maurizio e Lazzaro, poi di quella di grand'ufficiale della Corona e, infine, nel 1883, fu nominato Commendatore della Corona d'Italia.

## Opere
(Elenco parziale)
- Elementi di Diritto internazionale
- Diritto canonico
- Corso elementare di giurisprudenza ecclesiastica.